# 怡土郡
怡土郡（日语：／ Ito gun */?）是過去位于日本福岡縣的郡，已於1896年2月26日與志摩郡合併為絲島郡。
當時管轄的大部分町村在經過多次合併後，大部分地區已被併入絲島市，少部分地區併入福岡市。

## 歷史
- 1889年4月1日：實施町村制，怡土郡下設：福吉村、深江村、一貴山村、長飯本村、加布里村、雷山村、怡土村、周船寺村。
- 1892年：長飯本村改名為長絲村。
- 1896年2月26日：怡土郡與志摩郡合併為絲島郡。